# Bentonita
La bentonita és una roca bàsicament feta d'argila de gra molt fi i col·loidal. El seu nom prové del jaciment de Fort Benton a (Wyoming)
Es pot considerar dins del grup de l'esmectita, estant essencialment constituït de montmorillonita (Na,Ca)0.33(Al,Mg)₂Si₄O10(OH)₂•(H₂O)n.(80%) i d'argila cosa que explica la seva gran retenció d'aigua.
També s'hi troben altres components com quars, mica, feldespat, pirita o calcita. Els jaciments de bentonites són d'origen volcànic i hidrotermal.
Té moltes aplicacions industrials. Entre les seves propietats estan les d'absorció de les proteïnes, i la de reduir l'activitat dels enzims.
En la fabricació de ceràmica és una argila molt enganxosa i tendeix a fracturar-se durant la cocció i el refredament i per això no convé que sigui l'únic component de la massa.

## Varietats
N'hi ha dues varietats:
- La bentonita a base de sodi augmenta de volum en humitejar-se i pot absorbir aigua diverses vegades la seva massa. Això la fa útil per captar matèries provinents de la contaminació difusa en els sòls i en pous per a petroli o de recerca geotèrmica.

- La bentonita a base de calci (pascalita), no s'infla com l'anterior varietat, i té aplicacions farmacèutiques, principalment en el domini del sistema digestiu. Els pobles indígenes d'Amèrica del Sud, Àfrica i Austràlia ja la feien servir des de fa segles amb aquest propòsit.

## Aplicacions
- En ceràmica la seva gran plasticitat ajuda, per exemple, a la suspensió del vernís.
- En agricultura es pot afegir al compost.
- En Enginyeria civil (per exemple en tuneladores) i fonamentació, per al sosteniment de terres, en forma de fang de bentonita.
- En construcció, com material de segellat.
- En perforació de pous per a extreure aigua, petroli o gas natural, usada en la preparació dels fangs de perforació.
- En l'elaboració de greixos lubricants.
- En l'elaboració d'aromatitzants.
- En la indústria del vi com clarificant proteic
- En la indústria petroliera lligada amb aigua per a fabricar fangs de perforació
- En la transcripció in vitro a partir de DLPs de Rotavirus.
- En alimentació animal per a eliminar toxines d'aliments